# Axiologie
Axiologie is de filosofische studie van waarden en waardeoordelen. Het omvat twee hoofdgebieden: de esthetiek, die zich bezighoudt met de waarde van schoonheid, en de ethiek, die zich richt op de waarde van morele acties en sociaal gedrag. 
Axiologie verwijst naar het begrip van waarden door de onderzoeker en hun rol in onderzoek. Het onderzoekt waarden van kwesties van goed en verkeerd en meet het ontwikkelingsniveau en de soorten perceptuele vooroordelen. Axiologie onderzoekt hoe individuen en samenlevingen bepalen wat als beter of waardevoller wordt beschouwd, en beïnvloedt zowel alledaagse keuzes als belangrijke morele beslissingen. Centraal staat hierbij het onderscheid tussen intrinsieke waarde (de inherente waarde van een object) en instrumentele waarde (de bruikbaarheid van een object).

## Hoofdgebieden
Ethiek, moraalfilosofie, morele filosofie of moraalwetenschap is de tak van de filosofie die zich bezighoudt met de kritische bezinning op het juiste handelen. De ethiek probeert de criteria vast te stellen waarmee een handeling als goed of fout kan worden gekwalificeerd, en waarmee de motieven en consequenties van deze handeling kunnen worden geëvalueerd. Deontologie of plichtethiek is een ethische stroming die uitgaat van absolute gedragsregels, die vaak (maar niet altijd) gesteld worden als normen.
Esthetica of esthetiek is de leer van de zintuiglijke waarneming, in meer specifieke zin de tak van de filosofie die zich bezighoudt met schoonheid en kunst.

## Plaats in de filosofie
Filosofie is de studie van fundamentele vragen met betrekking tot de natuur, kennis en werkelijkheid, die voortkomen uit de Griekse term die 'liefde voor wijsheid' betekent. 
Door de eeuwen heen hebben filosofen verschillende aspecten van de samenleving aanzienlijk beïnvloed, waaronder politiek, religie en ethiek. De discipline kan grofweg worden onderverdeeld in drie hoofdtakken: axiologie, epistemologie en metafysica. Axiologie richt zich op waarden, onderverdeeld in ethiek, die moreel gedrag onderzoekt, en esthetiek, die de aard van schoonheid onderzoekt. De epistemologie of kennistheorie onderzoekt de aard en grenzen van kennis, terwijl de metafysica zich bezighoudt met de aard van het bestaan en de werkelijkheid.

## Plaats in het onderzoek
In de research onion volgens Saunders, een schematische weergave als de schillen van een ui van de methodische keuzes die in de fundamentele en toegepaste wetenschappen, is axiologie een onderdeel van de eerste schil met het theoretisch kader om tot een verantwoorde onderzoeksmethode kunnen komen.